# Karres
Karres è un comune austriaco di 598 abitanti nel distretto di Imst, in Tirolo.